# Triaenodes conjugatus
Triaenodes conjugatus là một loài Trichoptera trong họ Leptoceridae. Chúng phân bố ở miền Australasia.